# 365 nap: Ma
A 365 nap: Ma (lengyelül: 365 Dni: Ten Dzień) 2022-ben bemutatott lengyel erotikus filmdráma, amelyet Barbara Białowąs és Tomasz Mandes rendezett. A film a 365 nap című film folytatása, amely Blanka Lipińska trilógiájának második regényén, a This Day-en alapul, a főszerepben pedig Anna-Maria Sieklucka, Magdalena Lamparska és Michele Morrone látható.
A film Lengyelországban és az Amerikai Egyesült Államokban 2022. április 27-én jelent meg, és hasonlóan negatív kritikai fogadtatásban részesült, mint az előző rész. Egyesek szerint ez az egyik legrosszabb film, ami valaha készült. A folytatás, 365 nap: Egy újabb nap 2022. augusztus 19-én jelent meg.

## Cselekmény
Laura (Anna-Maria Sieklucka) és Massimo (Michele Morrone) immár házasok. Laura az első film végén történt balesetben elvesztette meg nem született gyermekét, de ezt – hogy terhes volt – titokban tartja újdonsült férje előtt. Egyetlen bizalmasa Olga (Magdalena Lamparska), akit egyébként Massimo társával, Domenicóval (Otar Saralidze) kialakulóban lévő kapcsolata köt le, így Laurának marad a csendes, kitartó háziasszony szerepe, amit nagyon hamar kezd megvetni, tekintettel arra, hogy egy maffiafőnök házastársának a feladata csupán annyi, hogy ücsörögjön és hagyja magát kényeztetni – saját védelme érdekében.

## Szereplők
| Szerep                                        | Színész              | Magyar hang            |
| --------------------------------------------- | -------------------- | ---------------------- |
| Laura Biel                                    | Anna-Maria Sieklucka | Dobó Enikő             |
| Don Massimo Torricelli / Massimo ikertestvére | Michele Morrone      | Varga Gábor            |
| Olga                                          | Magdalena Lamparska  | Nagy Katica            |
| Domenico                                      | Otar Saralidze       | Hám Bertalan           |
| Nacho                                         | Simone Susinna       | Horváth-Töreki Gergely |
| Klara                                         | Ewa Kasprzyk         | Orosz Anna             |
| Don Matos                                     | Ramón Langa          | Jakab Csaba            |
| Amelia                                        | Karolina Pisarek     | Kardos Eszter          |
| Anna                                          | Natasza Urbanska     | Kis-Kovács Luca        |

## A film készítése
A forgatás 2021 májusában kezdődött Olaszország és Lengyelország környékén, Anna-Maria Sieklucka és Magdalena Lamparska pedig az első filmből ismert szerepeiket játszották újra. A gyártást eredetileg 2020-ban kezdték volna meg Szicíliában és Lengyelországban, de a COVID-19 világjárvány miatt elhalasztották. 2021 februárjában Michele Morrone is megerősítette, hogy visszatér a szerepébe.

## Megjelenés
A 365 nap: Ma 2022. április 27-én jelent meg a Netflixen, Lengyelországban, az Egyesült Államokban és az Egyesült Királyságban.

## Folytatás
A 365 nap: Egy újabb nap című folytatás terveit a COVID-19 világjárvány miatt elhalasztották. 2021 májusában bejelentették, hogy a Netflix elkezdte forgatni az Egy újabb nap-ot a Mával egy időben, amelyet 2022-ben terveznek bemutatni. Morrone, Sieklucka és Lamparska egyaránt visszatérnek.